# أوركو باردو
اوركو باردو (بالإسبانية: Urko Rafael Pardo Goas)‏ (28 يناير 1983 بلجيكا - ) هو لاعب كرة قدم بلجيكي، يلعب كحارس مرمى.

## وصلات خارجية
أوركو باردو على موقع الاتحاد الأوربي (الإنجليزية)
- أوركو باردو على موقع قاعدة بيانات كرة القدم.إي يو (الإنجليزية)
- أوركو باردو على موقع ناشيونال فوتبول تيمز (الإنجليزية)
- أوركو باردو على موقع Soccerway.com (الإنجليزية)
- أوركو باردو على موقع AS.com (الإسبانية)